# Challand-Saint-Victor
Pour l'ancienne commune, voir Challant.
Pour les articles homonymes, voir Challand.
Challand-Saint-Victor est une commune italienne alpine de la région Vallée d'Aoste, située dans le bas val d'Ayas.

## Géographie
La commune de Challand-Saint-Victor est la première commune que l'on rencontre en remontant le Val d'Ayas, à partir de Verrès.
Sur le territoire de la commune se situe le lac de Ville, qui a reçu en 2013 le label « Meraviglia italiana » (Merveille italienne) et la réserve naturelle du même nom (voir lien externe à la fin de l'article), aussi bien que la spectaculaire chute d'Isollaz, formée par l'Évançon près du village de Targnod.

Localisation de la commune de Challand-Saint-Victor à l'intérieur de la Vallée d'Aoste.

## Histoire
Cette zone a été habitée depuis la Préhistoire, comme en témoigne la présence d'un dolmen situé près du col d'Arlaz à 1 029 m, reliant le bas val d'Ayas et la vallée de la Doire baltée à Montjovet.
L'histoire de Challand-Saint-Victor a toujours été liée à celle de la commune limitrophe de Challand-Saint-Anselme.

## Économie
Comme pour de nombreuses autres communes valdôtaines, Challand-Saint-Victor possède sa centrale hydroélectrique, la centrale d'Isollaz, gérée par la CVE et alimentée par les torrents Évançon, Lavasey et Graine.

## Monuments et lieux d'intérêt
- La réserve naturelle du lac de Ville ;
- Le château de Ville ;
- La maison Denabian (XIIIe siècle) ;
- Les deux ponts romains à dos d'âne du hameau Vervaz, autrefois seule liaison entre l'adret et l'envers du bas val d'Ayas ;
- La tour de Bonot (ou Tour des signaux), dans le hameau du même nom, tour de signalisation entre le Château de Graines et celui de Verrès ;
- La maison Masù, également la Salle, qui présente des analogies avec le château Pascal de la Ruine à Morgex : c'était la résidence de Catherine de Challant et Pierre Sarriod d'Introd dans la seconde moitié du XVe siècle, et ensuite acquise par la famille Masù ;
- Le crucifix (XVe siècle) de l'église paroissiale ;
- Les chutes d'Isollaz (sur l'Évançon) et d'Orbeillaz (sur le ru d'Arlaz près de la limite avec Challand-Saint-Anselme). Cette dernière se situe près d'un monolithe appelé localement le Flambeau d'Arlaz ;
- Les Brenghe de Builey[3], un monument naturel protégé par une loi régionale.

## Fêtes, foires
- La Fehta da tchivra, (du patois challandin, la Fête de la chèvre), le premier fin de semaine de juillet à Quinçod[4].

## Sport
Un terrain de sports traditionnels valdôtains est situé au col d'Arlaz, pour la pratique du tsan et de la rebatta. Une section de tsan est active à Challand-Saint-Victor.

## Galerie de photos

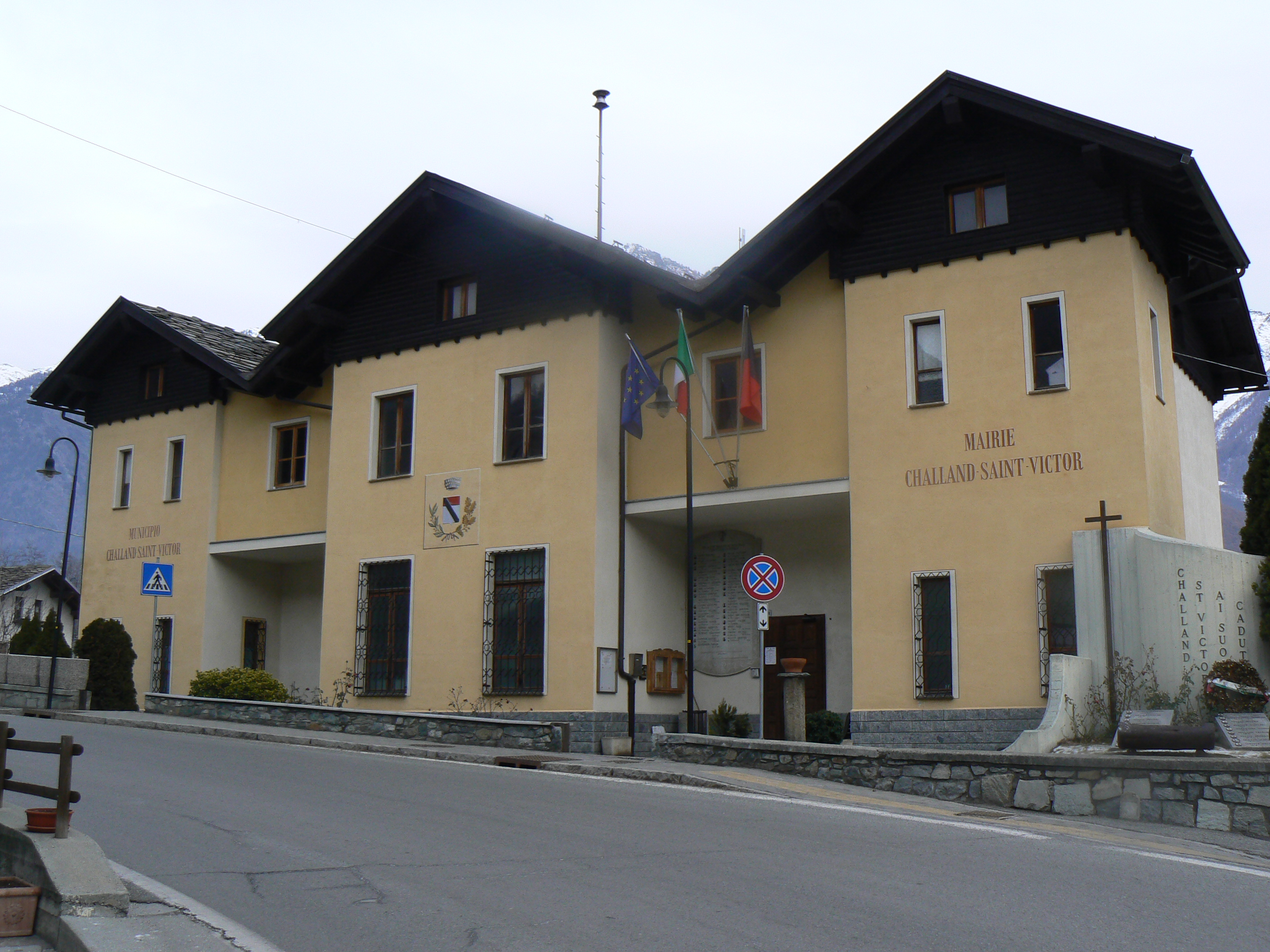
La maison communale
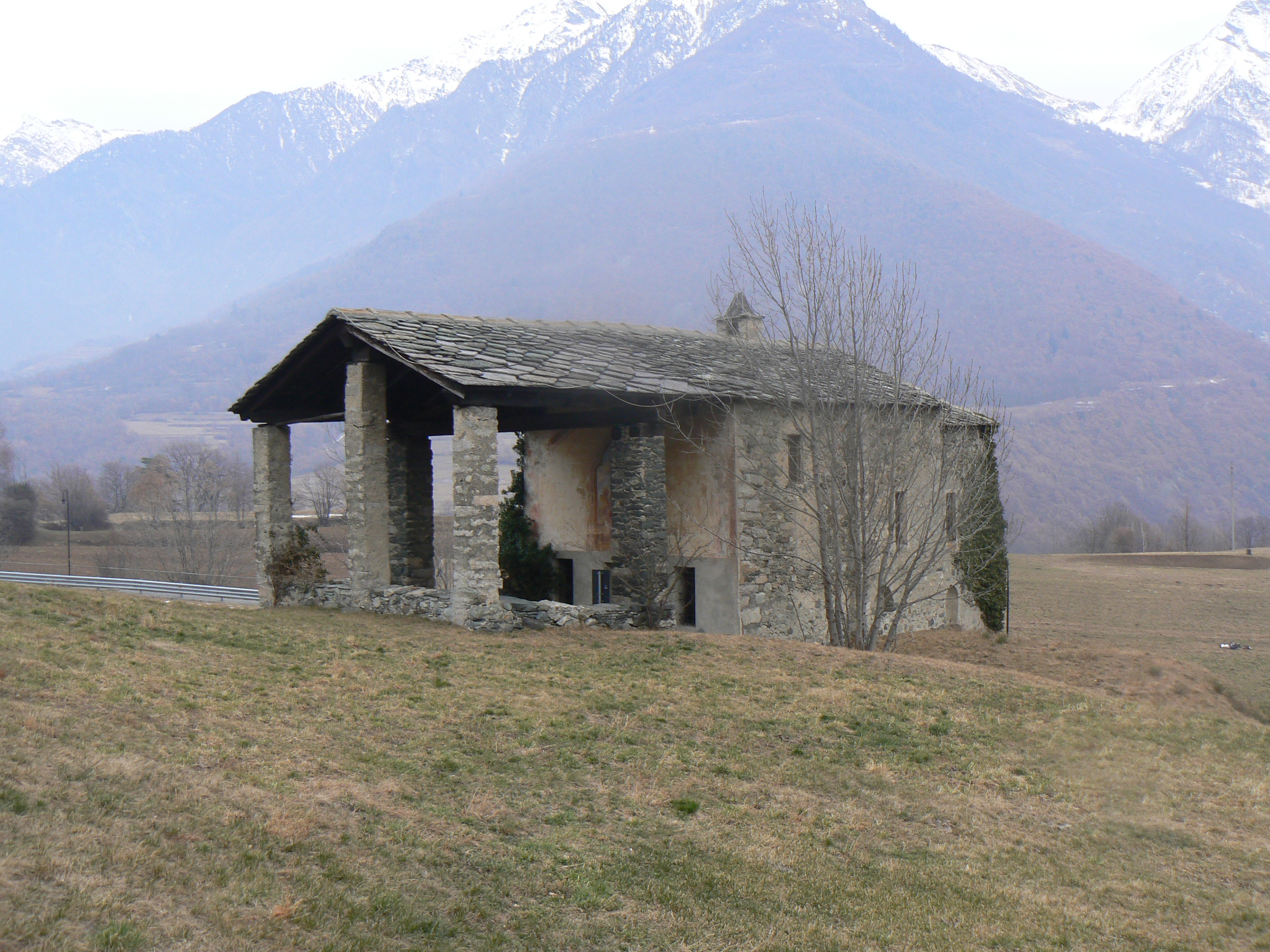
La chapelle Saint-Préject
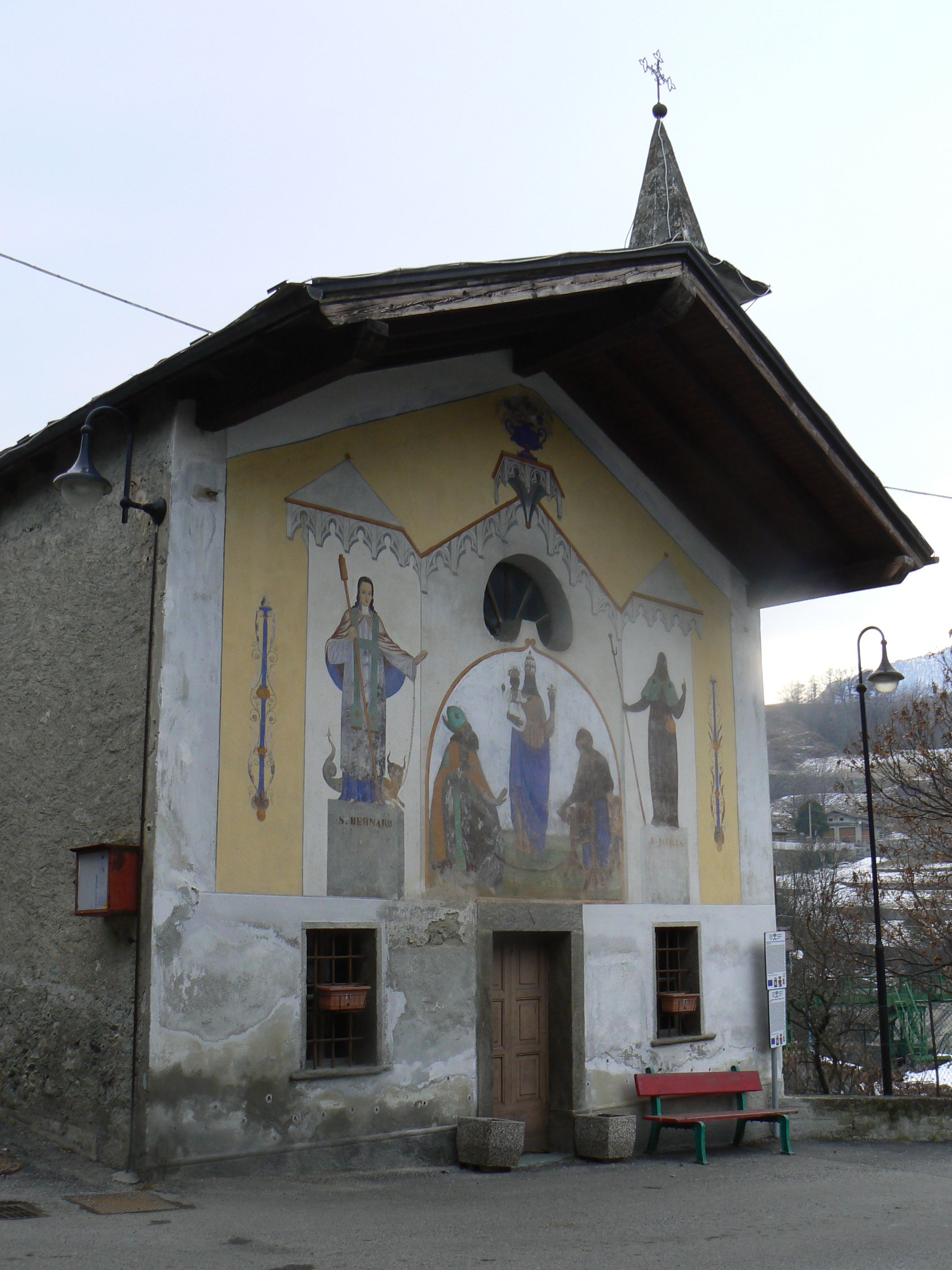
La chapelle Saint-Jacques, Saint-Érasme et Saint-Clair à Isollaz. Sur la façade, Notre-Dame-d'Oropa
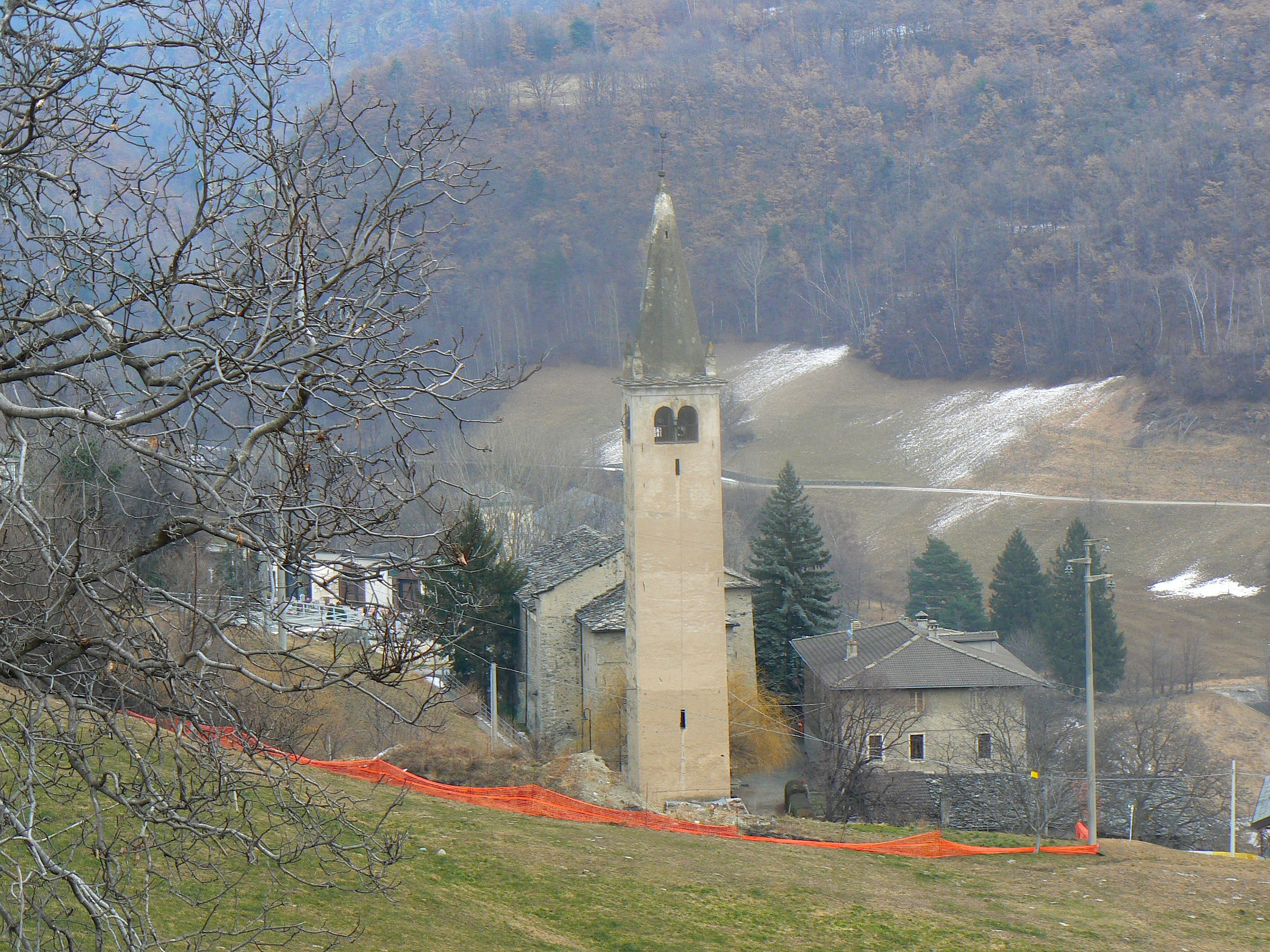
L'église de Sizan
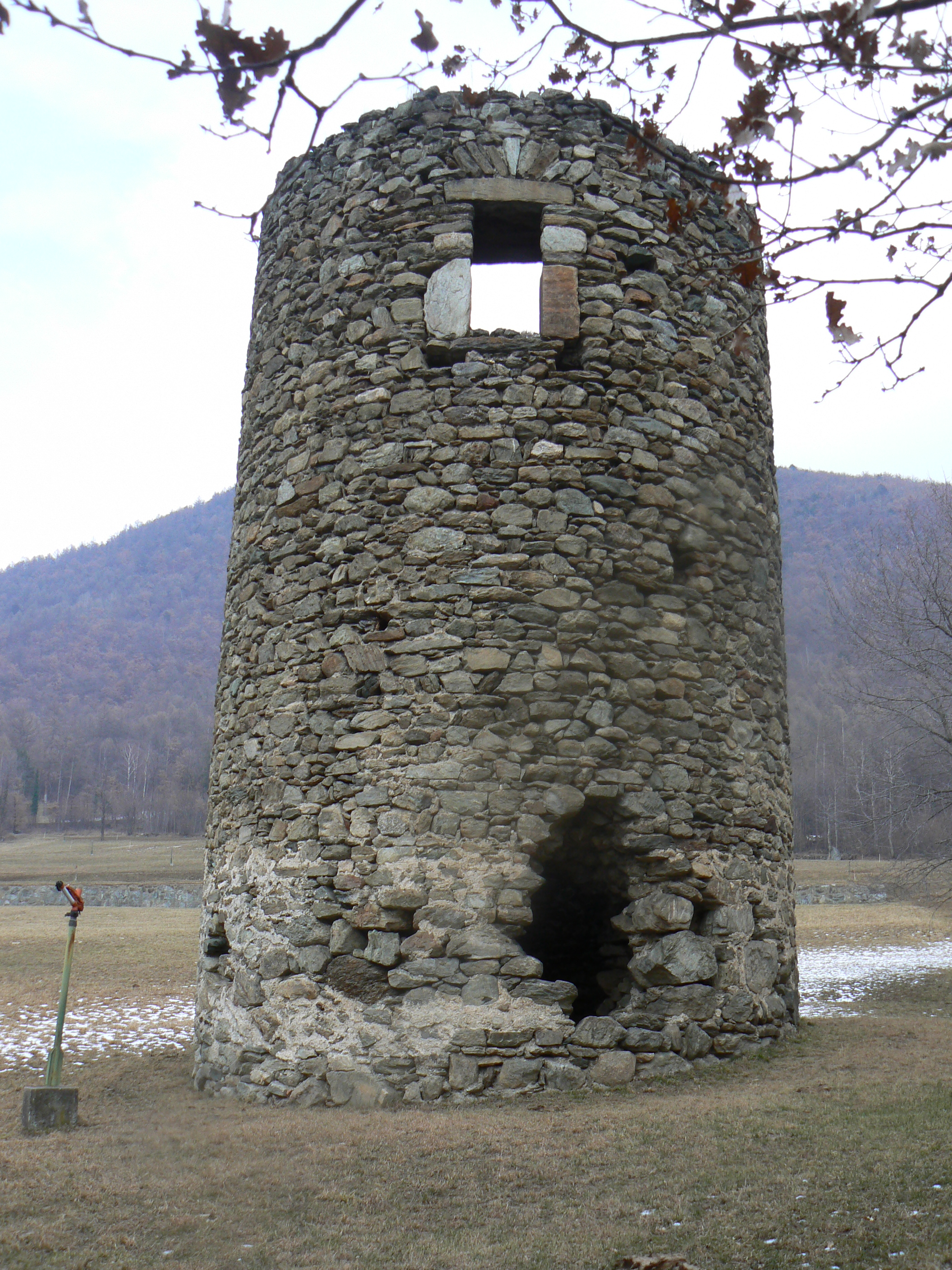
La Tour de Bonot
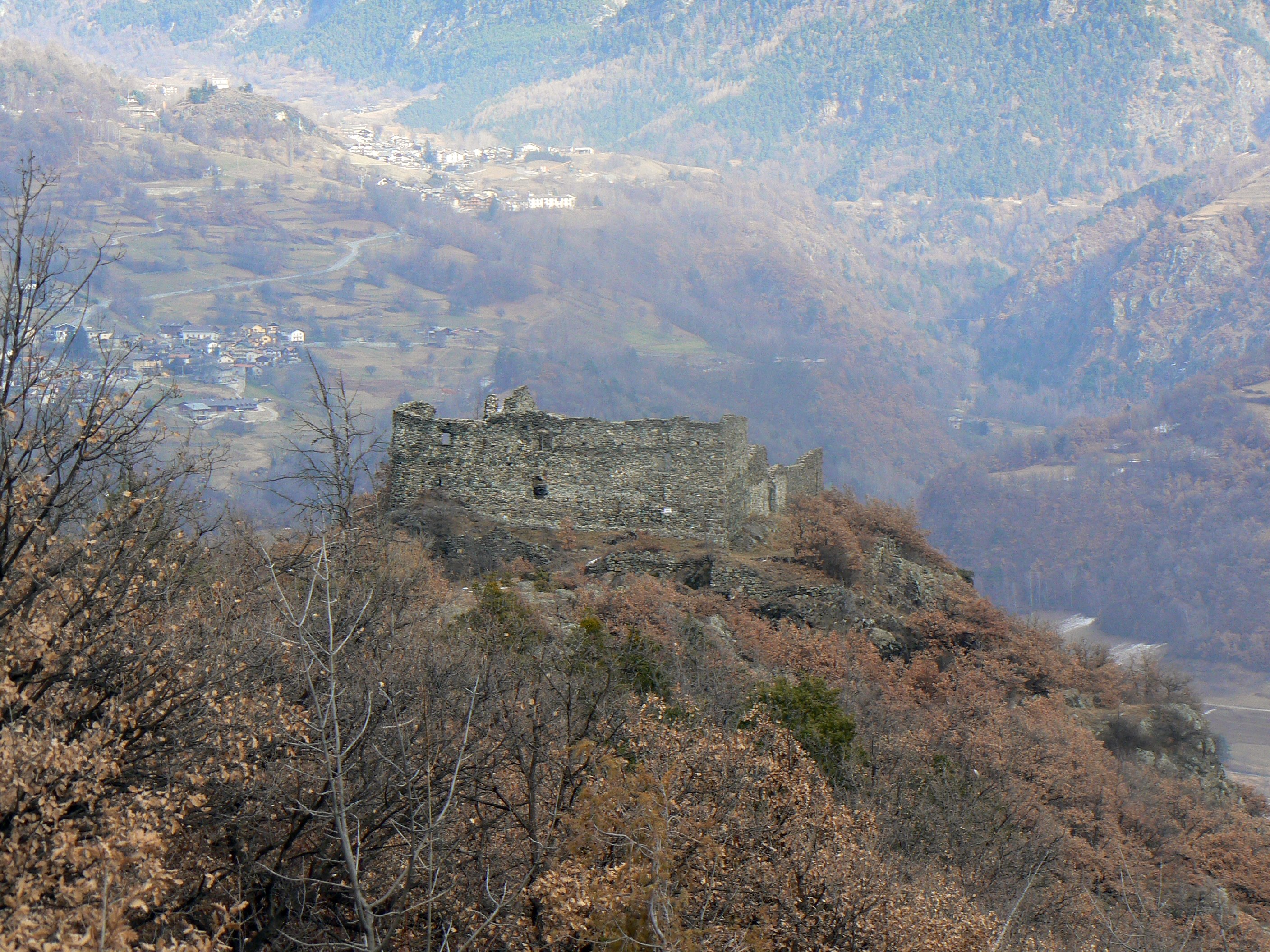
Le Château de Ville
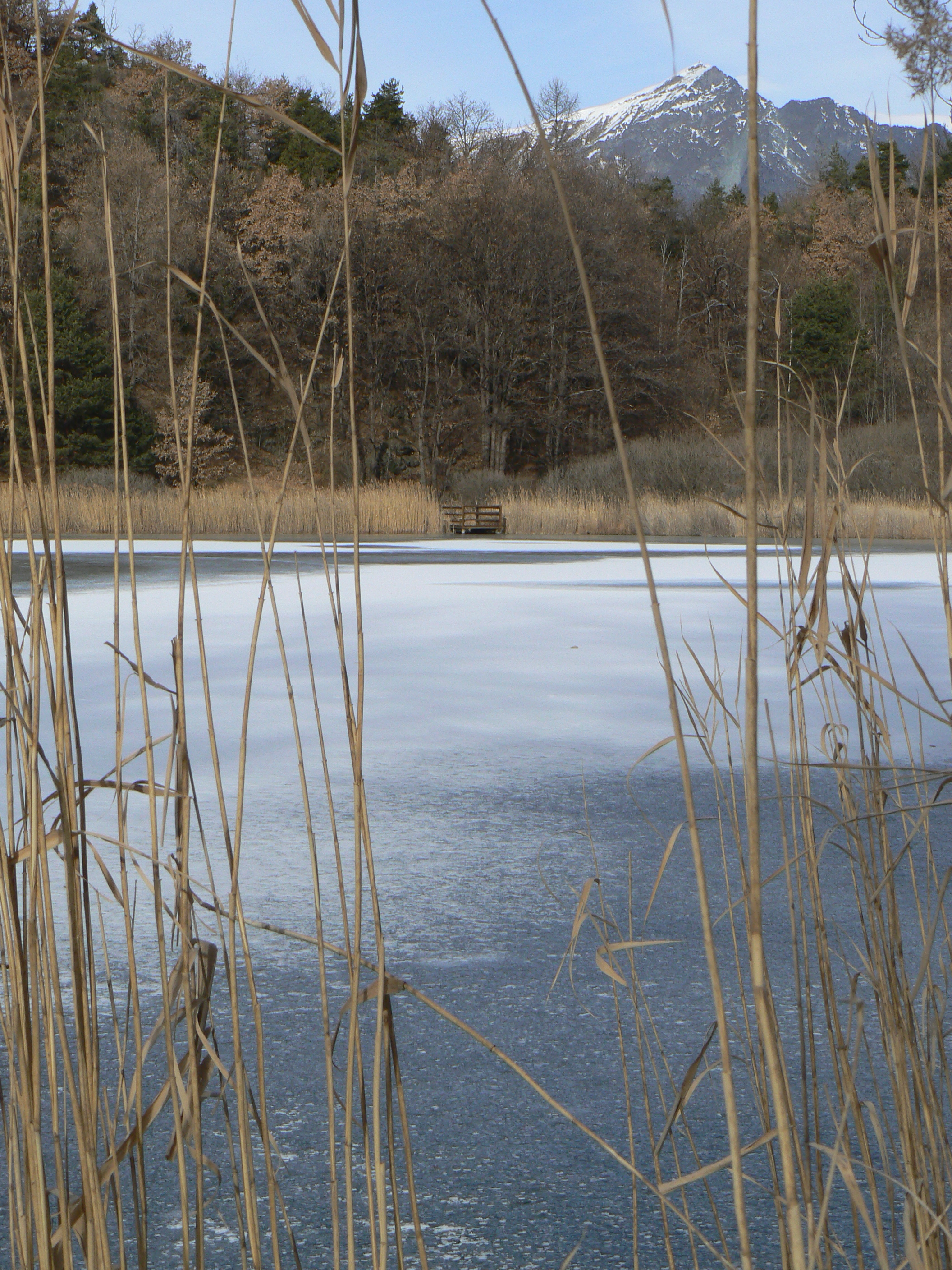
La réserve naturelle du lac de Ville en hiver
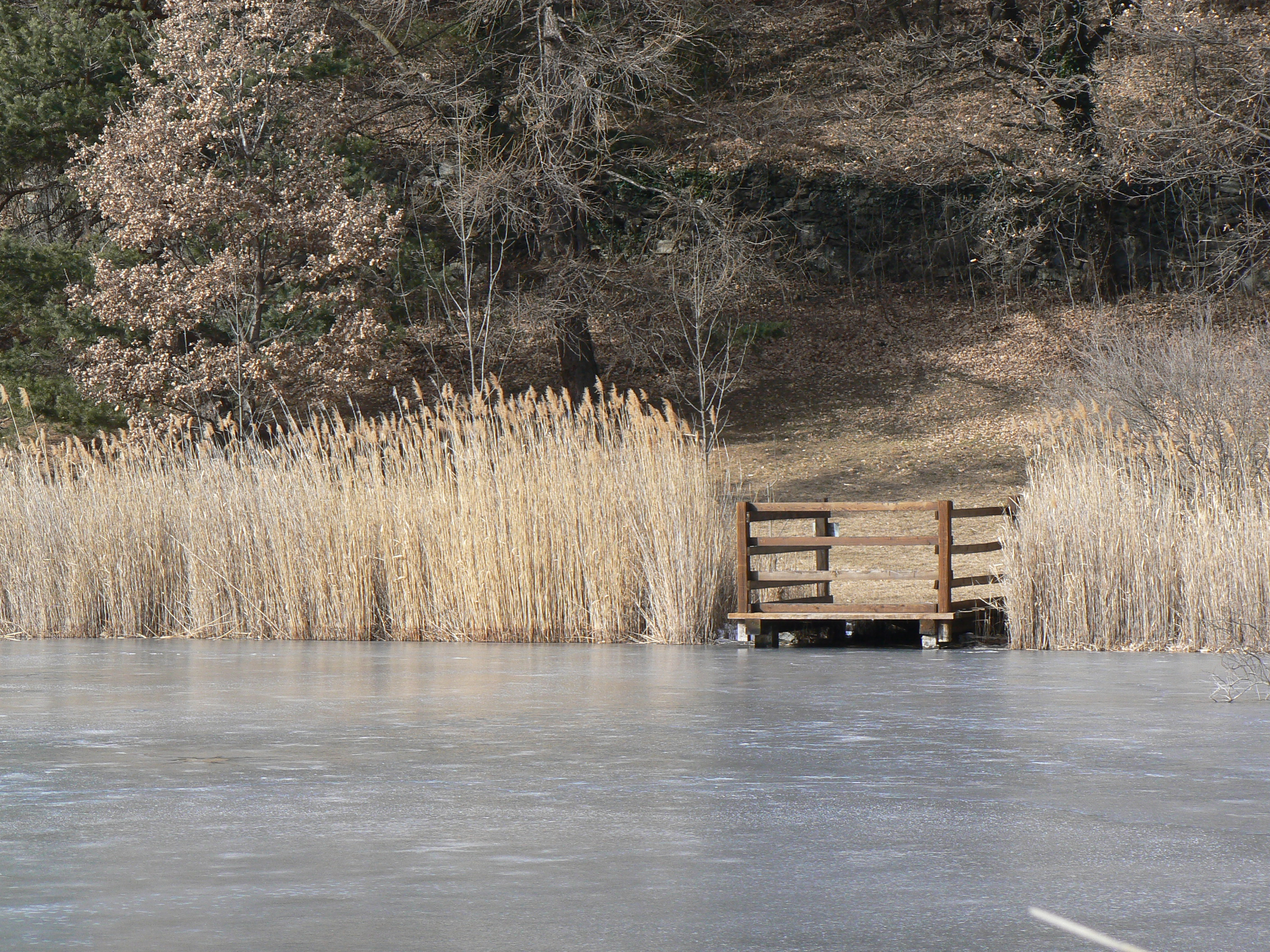
Le lac de Ville en hiver
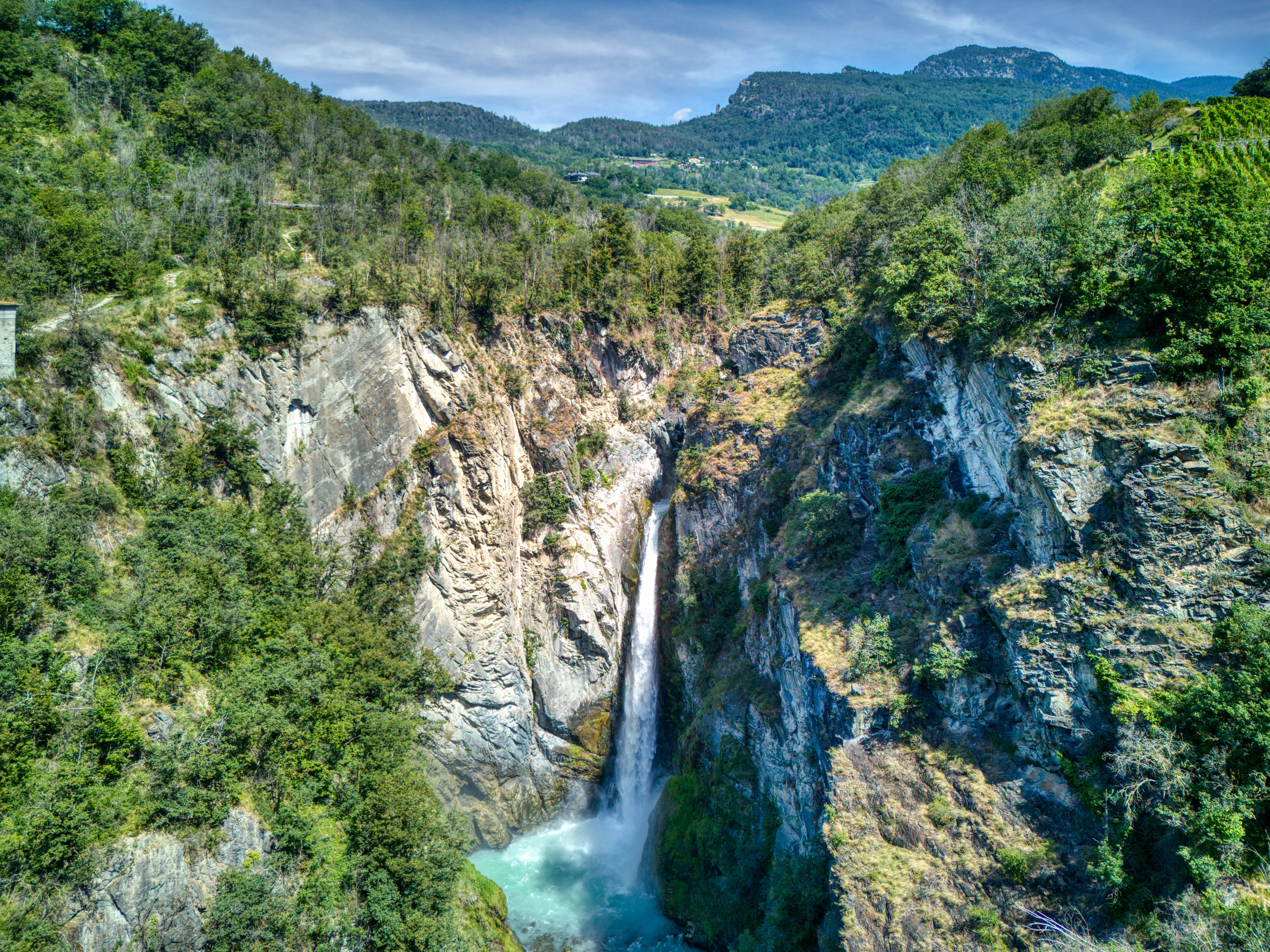
La chute d'Isollaz

## Administration
| Période                                  | Période     | Identité          | Étiquette     | Qualité  |
| ---------------------------------------- | ----------- | ----------------- | ------------- | -------- |
| 9 mai 2005                               | 24 mai 2010 | Robert Malcuit    |               | Syndic   |
| 24 mai 2010                              | 9 mai 2015  | Gabriella Minuzzo |               | Syndique |
| 10 mai 2015                              | En cours    | Michel Savin      | Liste civique | Syndic   |
| Les données manquantes sont à compléter. |             |                   |               |          |

### Hameaux
Abaz, Champeille, Châtaignères, Isollaz, Nabian, Sizan, Targnod, Vervaz, Ville, Viran

### Communes limitrophes
Arnad, Challand-Saint-Anselme, Emarèse, Issime, Montjovet, Verrès

### Évolution démographique
Habitants recensés